# Ekkehard Stegmiller
Ekkehard Stegmiller (* 25. Februar 1952 in Ulm) ist ein deutscher Politiker (SPD).
Stegmiller ist von Beruf Musiklehrer. Er trat im Jahr 1974 der SPD bei, wo er auch Kreisvorsitzender war. Er war Kreisrat in Neu-Ulm.
In den Jahren 1994 bis 1998 war er Mitglied des Bayerischen Landtags. Dort war Stegmiller Mitglied im Ausschuss für Sozial-, Gesundheits- und Familienpolitik sowie stellvertretender Vorsitzender des Gefängnisbeirates der Justizvollzugsanstalt Memmingen.